# Boloria chibiana
Boloria chibiana är en fjärilsart som beskrevs av Matsumura 1927. Boloria chibiana ingår i släktet Boloria och familjen praktfjärilar. Inga underarter finns listade i Catalogue of Life.